# فيكرز إي أف بي 1
فيكرز إي أف بي 1 (E. F. B. 1) 'المدمرة' كانت نموذج من أوائل الطائرات العسكرية البريطانية. وبالرغم من فشل المشروع، إلا أن تصميمها يعتبر يستحق التطوير. انتج سلسلة من طائرات مماثلة بشكل أولي مما أدي في نهاية المطاف إلى إنتاج طائرة فيكرز إف.بي. 5 المسمات غانباص (حافلة الرشاشات) والتي شهدت الخدمة على نطاق واسع خلال الحرب العالمية الأولى.

## المواصفات
البيانات من Mason 1992 p.16
الخصائص العامة
- طاقم: two
- طول: 27 قدم 6 بوصة (8.38 م)
- باع الجناح العلوي: 40 قدم (12 م)
- باع جناح سفلي: 30 قدم (9.1 م)
- الوزن فارغة: 1,760 رطل (798 كـغ)
- الوزن الإجمالي: 2,660 رطل (1,207 كـغ)
- محركات: 1 × Wolseley Type B V-8 air-cooled piston engine, 80 حصان (60 كـو)   with water-cooled valves
- مراوح: 4-ريشة Vickers-Levasseur

أداء
- السرعة القصوى: 70 ميل/س (113 كم/س؛ 61 عقدة) at sea level
- قدرة التحمل: 4½ hours
- معدل الصعود: 450 قدم/د (2.3 م/ث)

تسليح

- مدفع رشاش: One 0.303 in (7.7 mm) Vickers-Maxim belt-fed machine gun

## طائرة مماثلة
- مصنع الطائرات الملكي F. E. 3
- غراهام أبيض النوع السادس